# Carlos Arthur Nuzman
Carlos Arthur Nuzman, né le 17 mars 1942 à Rio de Janeiro, est un dirigeant sportif, un avocat et ancien joueur de volley-ball brésilien.

## Carrière sportive
Il est joueur professionnel de volley-ball de 1957 à 1972, représentant la sélection nationale de 1962 à 1968. Nuzman fait partie de la première équipe masculine du Brésil à participer aux Jeux olympiques lors de  l'édition de 1964 à Tokyo. Il est médaillé de bronze à l'Universiade d'été de 1963 à Porto Alegre.

## Dirigeant sportif
De 1975 à 1995, il est le président de la confédération brésilienne de volley-ball et de 1995 à 2017, il est à la tête du comité olympique brésilien. Il est également président de l'organisation sportive sud-américaine de 2003 à 2017 et membre du Comité international olympique (CIO) de 2000 à 2013. Il est responsable de l'organisation des Jeux olympiques d'été de 2016 qui se sont déroulés dans sa ville natale.
Le 5 octobre 2017, il est arrêté dans le cadre d'achats de voix pour que Rio organise les Jeux : le CIO le suspend ainsi que le Comité national olympique.

## Distinctions et honneurs

### Décorations internationales
- Ordre olympique échelon or (Comité international olympique), le 21 août 2016[1].